# Alianza Nacional Democrática (Antigua y Barbuda)
La Alianza Nacional Democrática (en inglés: Democratic National Alliance), abreviado como DNA, es un partido político de Antigua y Barbuda. Fue fundado en abril de 2017 por Joanne Massiah, entonces miembro de la Cámara de Representantes, tras su expulsión luego de su derrota en las elecciones por el liderazgo del Partido Progresista Unido ante Harold Lovell. Massiah ha sido líder del partido desde su creación.
El partido se considera a sí mismo progresista y comprometido con el desarrollo sostenible, defendiendo además la descentralización municipal del país.
La DNA compitió en las elecciones de 2018 con trece candidatos y fue el primer partido fuera de las dos principales fuerzas políticas del país (el UPP y el ALP) en disputar suficientes escaños para aspirar a una mayoría absoluta de gobierno. Obtuvo el 1,94% de los votos, pero ninguno de sus candidatos resultó electo y Massiah perdió ampliamente en su propia circunscripción. De cara a las elecciones de 2023, la NDA disputó los dieciséis escaños de Antigua (la primera elección en la historia del país en la que más de dos partidos lo hicieron) pero sus resultados no mejoraron, obteniendo solo un 1,09% de los votos.

## Resultados electorales
|  | 1.94 % |

|  | 1.09 % |